# Quesada
Quesada er en by og kommune i det sydlige Spanien i provinsen Jaén. Den har et indbyggertal på 4.952 (2024) indbyggere.